# Władysław Śniadowski
Władysław Śniadowski (ur. 1 czerwca 1876, zm. 1940 w ZSRR) – podpułkownik inżynier saperów Wojska Polskiego, ofiara zbrodni katyńskiej.

## Życiorys
Władysław Śniadowski urodził się 1 czerwca 1876 jako syn Józefa. Kształcił się w Gimnazjum oo. Jezuitów w Bąkowicach k. Chyrowa. W 1907 z tytułem inżyniera był prezesem zarządu Towarzystwa Wzajemnej Pomocy Posagowej „Aurora” we Lwowie.
W rezerwie piechoty c. k. armii został mianowany kadetem (zastępcą oficera) z dniem 1 stycznia 1898, następnie awansowany na stopień podporucznika z dniem 1 stycznia 1900. Od ok. 1898 do ok. 1906 był żołnierzem rezerwy 55 Galicyjskiego pułku piechoty z Tarnopola. Następnie w c. k. Obronie Krajowej został zweryfikowany w stopniu podporucznika piechoty w grupie nieaktywnych z dniem 1 stycznia 1900. Ok. 1906–1908 był przydzielony do 19 pułku piechoty Obrony Krajowej we Lwowie.
Podczas I wojny światowej w grudniu 1914 był odnotowany jako ranny porucznik 1 kompanii 19 pułku piechoty. jako były oficer armii austriackiej został przyjęty do Wojska Polskiego i zatwierdzony w stopniu kapitana. Podczas wojny polsko-ukraińskiej jako kapitan saperów walczył w obronie Lwowa na odcinku I, pododcinek Szkoła Kadecka. Następnie został awansowany na stopień podpułkownika w korpusie inżynierii i saperów ze starszeństwem z dniem 1 czerwca 1919. W 1922 był oficerem 7 pułku saperów Wielkopolskich. W 1923, 1924 jako oficer nadetatowy 6 pułku saperów z Przemyśla służył w Szefostwie Inżynierii i Saperów Dowództwa Okręgu Korpusu Nr VI we Lwowie. W 1934 jako podpułkownika przeniesiony w stan spoczynku był przydzielony do Oficerskiej Kadry Okręgowej nr VI jako oficer w dyspozycji dowódcy O.K. VI i pozostawał wówczas w ewidencji Powiatowej Komendy Uzupełnień Lwów Miasto.
Zamieszkiwał we Lwowie. Ofiarował grunt pod Pomnik Obrońców Lwowa na Persenkówce. Wygłaszał prelekcję w rozgłośni lwowskiej. W 1931 zasiadł w wydziale Małopolskiego Strażackiego Klubu Sportowego „Leopolia”. W lutym 1938 został wybrany prezesem oddziału lwowskiego Związku Byłych Ochotników Armii Polskiej, a latem 1939 został członkiem sądu koleżeńskiego okręgu lwowskiegotej organizacji.
Jego żoną była Zofia (pianistka), z którą miał córki Marię (zamężną z inż. Kazimierzem Komornickim) i Irenę.
Po wybuchu II wojny światowej i agresji ZSRR na Polskę z 17 września 1939 został aresztowany przez funkcjonariuszy NKWD. Był przetrzymywany w lwowskim więzieniu na Zamarstynowie. W 1940 został zamordowany przez NKWD. Jego nazwisko znalazło się na tzw. Ukraińskiej Liście Katyńskiej opublikowanej w 1994 (został wymieniony na liście wywózkowej 72/1-88 oznaczony numerem 2726). Ofiary tej części zbrodni katyńskiej zostały pochowane na otwartym w 2012 Polskim Cmentarzu Wojennym w Kijowie-Bykowni.

## Ordery i odznaczenia
- Krzyż Walecznych (dwukrotnie)
- Brązowy Medal Jubileuszowy Pamiątkowy dla Sił Zbrojnych i Żandarmerii (Austro-Węgry, ok. 1899)[28]